# 桑哈皮塔
桑哈皮塔（西班牙語：Zanja Pytá），是巴拉圭的城鎮，位於該國東北部，由阿曼拜省負責管轄，距離佩德羅胡安卡瓦列羅16公里，始建於2012年，面積2,106平方公里，人口12,480，人口密度每平方公里5.9人。
22°38′S 55°38′W / 22.633°S 55.633°W